# Неман (хоккейный клуб)
«Неман» (Гро́дно) — профессиональный хоккейный клуб из города Гродно, выступающий в Экстралиге — сильнейшем дивизионе открытого чемпионата Беларуси по хоккею с шайбой. Основан в 1988 году.

## История клуба
Первое упоминание о хоккее в Гродно приходится на 1930-й год. Основу команд составляли рабочие промышленных организаций, которые локально соревновались на льду друг против друга. Из-за разрушений, которые принесла Великая Отечественная война, развитие хоккея приостановилось в западной Белоруссии до 1980 года, пока не была создана команда под знаменем «КСМ Гродно» — первая профессиональная команда города, дебютировавшая во втором белорусском дивизионе.
Весной 1983 года «КСМ Гродно» получила повышение в классе и закрепилась в элитном дивизионе чемпионата Белоруссии, заявив о себе как об одной из главных команд страны, часто заканчивая сезон в верхней части таблицы. В 1986 году, команда была переименована в «ШВСМ Гродно», после чего и произошло создание «Немана». Несмотря на то, что игроки «ШВСМ Гродно» выступали в чемпионате Белоруссии, многие хоккеисты играли за клуб «СКИФ ШВСМ Минск», представлявший страну во втором советском дивизионе. В конце сезона 1987/88 «ШВСМ Гродно» и «СКИФ ШВСМ Минск» были объединены под названием «Прогресс Гродно». Генеральным спонсором нового хоккейного клуба стал колхоз-комбинат «Прогресс» Гродненского района (председатель Александр Иосифович Дубко). Главным тренером назначен Анатолий Михайлович Варивончик. Заняв третье и четвёртое место после двух сезонов во втором чемпионате СССР, «Прогресс Гродно» был переименован в «Неман Гродно» в 1991 году.
На протяжении 1990-х годов расписание матчей «Немана» было разделено между белорусской Экстралигой и другими многонациональными соревнованиями. «Неман» произвёл впечатление в своём первом сезоне в Высшей хоккейной лиге России, закончив чемпионат-1992/93 на первой строчке в Западной Конференции. В том же году «Неман», сыграв всего 12 игр, занял второе место в укороченном сезоне белорусской Экстралиги, уступив лишь минскому «Тивали». В сезоне 1993/94 «Неман» сосредоточился исключительно на белорусском чемпионате и во второй раз довольствовался серебром. Через год гродненцы попробовали себя вновь в Западной Конференции России, однако, к их разочарованию, заняли 4-е место.
Тем не менее, руководство клуба хранило веру в наставника Анатолия Варивончика, и за это должным образом было вознаграждено в 1995/96-годах, когда «Неман» завоевал титул чемпиона Восточно-Европейской хоккейной лиги, обыграв «Юниорс Рига» и новополоцкий «Полимир» в чемпионском раунде. Варивончик стал краеугольным камнем «Немана» на протяжении всей своей 27-летней истории. Он был впервые назначен в качестве главного тренера в 1989 году и оставался у руля до 2004 года. За это время Варивончик также был главным тренером национальной сборной Беларуси с 1996 по 2001 год. В настоящее время Варивончик занимает должность генерального менеджера «Немана», на которую был назначен в 2009 году.
В сезоне 1996/97 команда финишировала в Экстралиге и ВЕХЛ на третьей строчке, однако болельщики не могли не заметить хоккеистов, которые расцвели в рядах «Немана». Появились такие ключевые фигуры, как Олег Малашкевич, Александр Пстыга и Сергей Головинов, игроки, которые были с клубом с момента распада Советского Союза. За преданность хоккеисты были вознаграждены первой победой в чемпионате Беларуси сезона-1997/98, победив в финале новополоцкий «Полимир».
Уроженец Новокузнецка Олег Малашкевич был в центре успеха «Немана», набрав 441 балл в 656 матчах за клуб. В глазах многих Малашкевич является значимым в истории хоккеистом наряду с Вячеславом Лисичкиным, который дебютировал за «Неман» на профессиональном уровне в возрасте 17 лет в сезоне 1998/99. В тот самый год, когда «Неман» сохранил звание чемпиона Беларуси и занял второе место в ВЕХЛ, проиграв в финале киевскому «Соколу».
Гродненские хоккеисты в очередной раз завоевали золотые медали чемпионата Беларуси 2000/01, а «Неман» снова продемонстрировал своё превосходство, завоевав свой третий титул. Тем не менее, летом 2001 года Олег Малашкевич, одна из главных фигур «Немана» как на льду, так и в раздевалке, покинул команду, а «Неман» медленно, но верно боролся, чтобы оставить очередной след в отечественной лиге.
«Неман» ещё являлся серьёзным претендентом на титул, регулярно заканчивая чемпионаты в верхней половине турнирной таблицы Экстралиги, однако хоккеисты не смогли по-настоящему достичь таких высот, какие были в конце 1990-х. Анатолий Варивончик покинул пост главного тренера, а россиянину Владимиру Шенько, который сменил на посту белорусского специалиста, не удалось выжать из игроков тот же результат. В сезоне-2004/05 «Неман» проиграл половину матчей в расширенном календаре белорусской Экстралиги и закончил «регулярку» на 10-м месте, впервые не попав в плей-офф в истории клуба.
С сезона 2003/04 по 2009/10 «Неман» не подымался выше 7-й строчки в чемпионате Беларуси.
Была необходима крупная перестройка. «Неман» не смог оказать достойной конкуренции в первое десятилетие 2000-х годов, поэтому была проведена серьёзная работа в клубе, чтобы улучшить хоккейное оборудование клуба и, самое главное, повысить уровень молодёжной системы команды. Руководство «Немана» расставило серьёзные акценты на воспитание и развитие местных талантов, как в интересах клуба, так и в интересах национальной сборной. Появились защитники Андрей Коршунов, Олег Горошко и нападающие Павел Боярчук, Сергей Малявко и его брат-близнец Александр. Все они — выходцы гродненского хоккея, которые с гордостью представляют свой клуб на международной арене. Вдобавок, «Неман» усилили Алексей Крутиков и Александр Медведев, которые добавили команде опыта. В сезонах 2010/11 и 11/12 «Неман» уступил в обоих финалах Кубка Президента минской «Юности» и жлобинскому «Металлургу». Разочарование от двух финальных поражений только укрепило дух команды и заложило основу в будущие победы «Немана». Руководство провело большую селекционную работу, подписав эстонского форварда Андрея Макрова и, в дополнение, договорившись с чешским нападающим Ярославом Кристеком. Макров стал открытием для Гродно — эстонец в первом сезоне набрал 71 очко в 51 игре, и был признан лучшим хоккеистом Экстралиги-12/13. В итоге «Неман» не оставил шансов победителю регулярного чемпионата жлобинскому «Металлургу», всухую обыграв «волков» в финальной серии (4:0). Сезон 13/14 гродненцы завершили победой в «регулярке» и, пройдя через «Брест» и «Металлург» в первых двух раундах плей-офф, встретились лицом к лицу в финале с минской «Юностью». «Неман» завоевал второй подряд титул, выиграв серию со счетом 4:2. «Неман» спустя годы действительно поднялся на вершину белорусского хоккея.
Победа «Немана» в чемпионате дала гродненцам путёвку на Континентальный Кубок-2014/15, победитель которого в следующем сезоне попадал в Лигу Чемпионов. «Неман» начал поход за Кубком в третьем раунде в группе «E» с командами «Белфаст Джайнтс», французским «Анже» и польским «Саноком». На грани квалифицировавшись на втором месте, «Неман» отправился в Бремерхафен в январе 2015 года для розыгрыша суперфинала. В Германии «Неман» обыграл «Анже» (5:0) и «Бремерхафен» (6:2) досрочно завоевал Континентальный Кубок. Андрей Коршунов был признан организаторами самым ценным игроком турнира, защитник набрал восемь очков в трёх играх. Это в три раза больше, чем любой другой игрок суперфинала.
Также 2014 году ХК «Неману» удалось впервые выиграть Кубок Беларуси. В 2016-м и 2018 году команда повторила успех.
После победы в чемпионате Беларуси в 2014 году гродненской дружине три года не удавалось попасть в призеры турнира, пока в 2017-м и 2018 году «Неман» шестой и седьмой раз в своей истории не стал победителем чемпионата страны.
В 2019-м команда пробилась в финал плей-офф, однако проиграла решающую серию и получила серебряные медали. В Кубке Беларуси — клуб занял третье место.
В 2020-м гродненские хоккеисты дошли до полуфинала чемпионата Беларуси.
В 2022-м ХК «Неман» стал бронзовым призером Кубка Беларуси.
В 2023-м ХК «Неман» сенсационно вышел в финал, отыгравшись со счёта 0:3 в полуфинальной серии с минской «Юностью», но в 7 матче финальной серии ХК «Неман» всё же уступил жлобинскому «Металлургу» со счётом 0:1, тем самым гродненская дружина завоевала серебряные медали сезона 2022/23.
Главным тренером хоккейного клуба «Неман» сегодня является Евгений Летов.

## Лига чемпионов
«Неман» трижды участвовал в хоккейной Лиге чемпионов — в сезонах 2015/16, 2017/18, 2018/19.
| Сезон | Раунд     | Клуб            | Дома   | Гости  |
| ----- | --------- | --------------- | ------ | ------ |
| 15/16 | Груп.этап | Адлер Мангейм   | 2:0    | 1:2    |
| 15/16 | Груп.этап | Витковице       | 0:2    | 1:3    |
| 17/18 | Груп.этап | Вена Кэпиталз   | 5:4 ОТ | 4:5 Б  |
| 17/18 | Груп.этап | Цуг             | 2:3    | 2:3 Б  |
| 17/18 | Груп.этап | ЮП              | 3:0    | 2:3 Б  |
| 18/19 | Груп.этап | Комета          | 4:2    | 2:6    |
| 18/19 | Груп.этап | Цуг             | 2:4    | 3:2 ОТ |
| 18/19 | Груп.этап | Айсберен Берлин | 2:4    | 1:4    |

## Арена
Домашняя арена клуба — Ледовый дворец спорта

## Достижения
- Белорусская Экстралига:
  - Чемпион (7х ): 1998, 1999, 2001, 2013, 2014, 2017, 2018
  - Вице-чемпион (6х ): 1993, 1994, 2011, 2012, 2019, 2023
  - Бронзовый призёр (6х ): 1995, 1996, 1997, 2000, 2002, 2020
- Кубка Беларуси  :
  - Обладатель (3х ): 2014, 2016, 2018
  - Финалист (1х ): 2017
  - Бронзовый призёр (2х ): 2019, 2022
- Континентальный кубок:
  - Обладатель (1х ): 2015
  - Бронзовый призёр (1х ): 2020
- ВЕХЛ:
  - Чемпион (1х ): 1996
  - Вице-чемпион (3х ): 1998, 1999, 2001

## Структура
В структуру клуба входят:
- профессиональная хоккейная команда белорусской экстралиги «Неман»;
- фарм-клуб основной команды, участвующий в высшей лиге — «Прогресс».

## Руководство
- Генеральный директор: Крыскин Александр Анатольевич
- зам.генерального директора: Варивончик Анатолий Михайлович

## Тренерский штаб
- Главный тренер: Летов Евгений Владимирович
- Тренер: Коршунов Андрей Владимирович
- Тренер: Лисичкин Вячеслав Игоревич
- Тренер по ОФП: Шабанова Александра Сергеевна
- Тренер по вратарям: Трус Виталий Анатольевич

## Состав в сезоне 2024/25
| №          | Игрок                | Страна          | Дата рождения             | Бывший клуб              | В ком. с: |
| Вратари    | Вратари              | Вратари         | Вратари                   | Вратари                  | Вратари   |
| ---------- | -------------------- | --------------- | ------------------------- | ------------------------ | --------- |
| 30         | Иван Поляков         | Флаг Беларуси   | 21 января 1997 (28 лет)   | Брест                    | 2022      |
| 61         | Михаил Карнаухов     | Флаг Беларуси   | 22 февраля 1994 (31 год)  | Динамо (Молодечно)       | 2022      |
| Защитники  |                      |                 |                           |                          |           |
| 23         | Илья Летов           | Флаг Беларуси   | 27 марта 1995 (30 лет)    | Динамо (Молодечно)       | 2022      |
| 77         | Никита Крыскин       | Флаг Беларуси   | 15 июня 1994 (31 год)     | Динамо (Минск)           | 2019      |
|            | Владислав Гончаров   | Флаг Беларуси   | 11 ноября 1996 (28 лет)   | 🇧🇾 Брест                 | 2024      |
|            | Григорий Желдаков    | Флаг России     | 11 февраля 1992 (33 года) | Шахтёр                   | 2024      |
| Нападающие |                      |                 |                           |                          |           |
| 28         | Артём Кислый         | Флаг Беларуси   | 28 апреля 1989 (36 лет)   | Металлург                | 2022      |
| 90         | Никита Ремезов       | Флаг Беларуси   | 28 июля 1990 (35 лет)     | Шахтёр                   | 2021      |
| 91         | Никита Бастрыкин     | Флаг Беларуси   | 14 мая 2000 (25 лет)      | Лида                     | 2021      |
| 92         | Захар Малашкевич     | Флаг Беларуси   | 25 октября 2002 (22 года) | Динамо (Санкт-Петербург) | 2023      |
| 94         | Владислав Павловский | Флаг Беларуси   | 24 мая 2002 (23 года)     | Воспитанник клуба        | 2021      |
|            | Вячеслав Андрющенко  | Флаг Беларуси   | 4 июля 1989 (36 лет)      | Шахтёр                   | 2024      |
|            | Виталий Антонович    | Флаг Беларуси   | 26 февраля 2002 (23 года) | Динамо (Молодечно)       | 2024      |
|            | Сергей Купцов        | Флаг России     | 6 октября 1994 (30 лет)   | Южный Урал               | 2024      |
|            | Валентин Макаров     | Флаг России     | 28 апреля 1997 (28 лет)   | Могилёв                  | 2024      |
|            | Никита Титов         | Флаг Казахстана | 16 октября 1995 (29 лет)  | Южный Урал               | 2024      |

## Фарм-клуб «Прогресс»
Достижения:
- Высшая лига чемпионата Беларуси:
  - Чемпион (1х ): 2019
  - Вице-чемпион (3х ): 2004, 2005, 2009
  - Бронзовый призёр (3х ): 2003, 2010, 2015

Тренерский штаб:
- Главный тренер: Колосов, Сергей Афанасьевич
- Тренер: Король Александр Михайлович